# مونشوایلر ان در آلزنتس
مونشوایلر ان در آلزنتس (به آلمانی: Münchweiler an der Alsenz) یک شهر در آلمان است که در دنرسبرگکرایس واقع شده‌است. مونشوایلر ان در آلزنتس ۱٬۲۶۲ نفر جمعیت دارد.